# Kombo-Abedimo

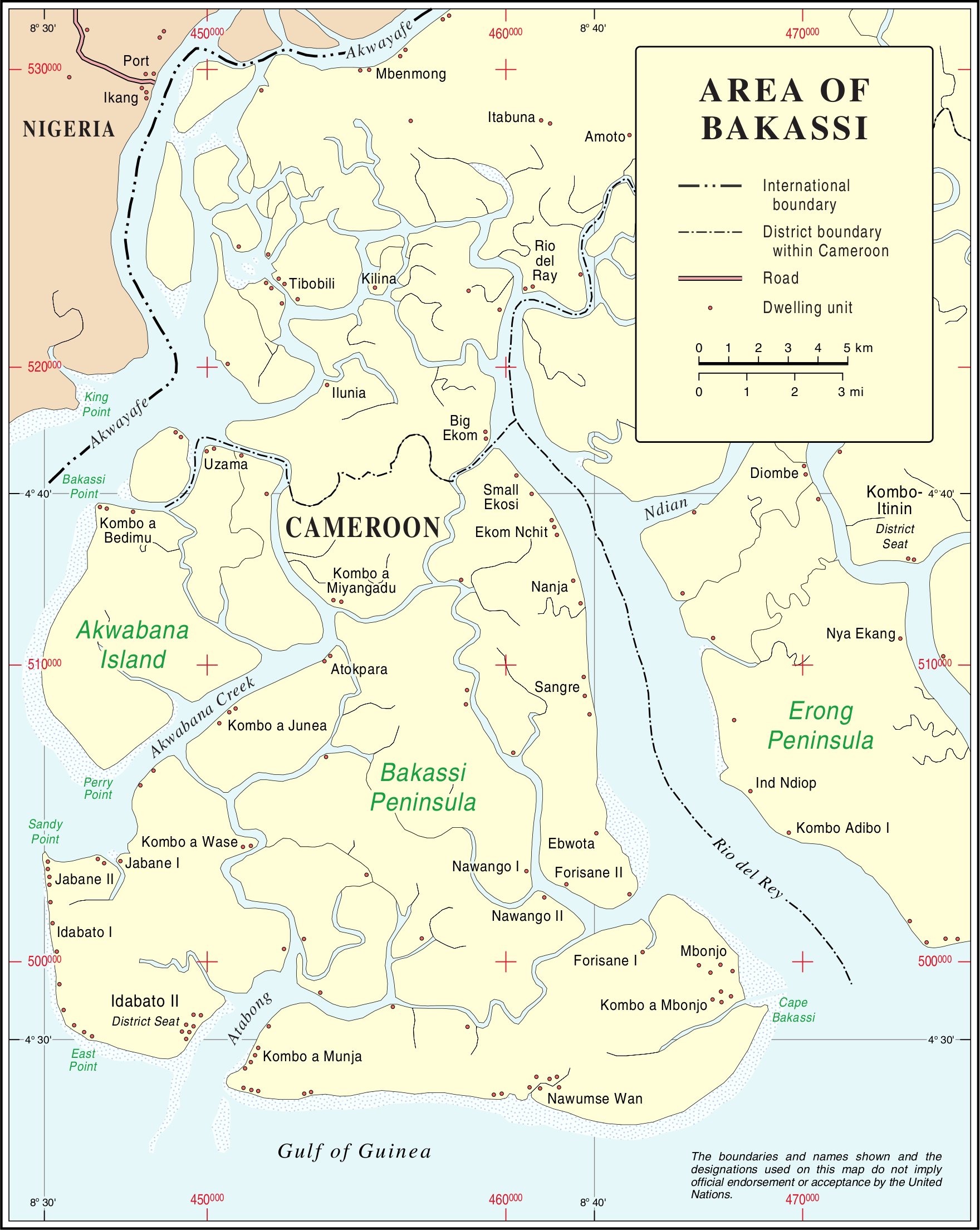
Localisation à l'ouest de la péninsule de Bakassi.

Kombo-Abedimo (ou Kombo a Bedimu) est une commune (Council) du Cameroun située dans la région du Sud-Ouest et le département du Ndian, à proximité de la frontière avec le Nigeria.

## Population
Lors du recensement de 2005, la commune comptait 2 146 habitants, dont 754 pour Kombo-Abedimo proprement dit.
Un étude locale publiée en 2011 estime la population à environ 8 000 personnes. La plupart sont originaires du Nigeria voisin. Ils vivent de la pêche et de l'agriculture, et parfois de l'exploitation illégale du bois de mangrove.

## Structure administrative de la commune
Outre Kombo-Abedimo (1, 2 et 3), la commune comprend les villages suivants :
- Akwa III[1]
- Akwa IV[1]
- Etak-Erat ou Itak Edat [3]
- Mission[1]
- Ntakaba[1]